# Monte Azul (kommun)
Monte Azul är en kommun i Brasilien.   Den ligger i delstaten Minas Gerais, i den östra delen av landet, 500 km öster om huvudstaden Brasília. Antalet invånare är 22 000.
Följande samhällen finns i Monte Azul:
- Monte Azul

Omgivningarna runt Monte Azul är huvudsakligen savann. Runt Monte Azul är det ganska glesbefolkat, med 22 invånare per kvadratkilometer.